# Dorf an der Pram
Dorf an der Pram é um município da Áustria localizado no distrito de Schärding, no estado de Alta Áustria.